# Brachytarsina minuta
Brachytarsina minuta är en tvåvingeart som först beskrevs av Jobling 1934.  Brachytarsina minuta ingår i släktet Brachytarsina och familjen lusflugor. Inga underarter finns listade i Catalogue of Life.